# زبان برنامه‌نویسی نسل سوم
زبان برنامه‌نویسی نسل سوم، زبان برنامه‌نویسی که بهبودیافته نسل دوم زبان‌های برنامه‌نویسی می‌باشد. در این نسل، ساختار منطقی و زبان‌هایی که برای برنامه‌نویس محیط دوستانه‌تری را فراهم می‌کرد، وارد زبان‌های برنامه‌نویسی شد.
بیشتر زبان‌های محبوب چندکاره امروز مانند زبان برنامه‌نویسی سی، سی++، سی‌شارپ، جاوا و بیسیک به این نسل تعلق دارند.